# Naranjito (Puerto Rico)
Naranjito ist eine der 78 Gemeinden von Puerto Rico. Sie liegt im Zentrum von Puerto Rico. Sie hatte 2019 eine Einwohnerzahl von 27.349 Personen.

## Geografie
Naranjito liegt in der zentralen Region der Insel, südlich von Toa Alta; nördlich von Barranquitas und Comerío; östlich von Corozal; und westlich von Bayamón. Durch die Gemeinde fließen mehrere Flüsse und es gibt insgesamt 19 Brücken.

## Geschichte
Der Kampf um die Gründung der Stadt Naranjito begann im Jahr 1810. Nach einer Reihe von Zwischenfällen mit mächtigen politischen Interessen der Zeit gründete Don Braulio Morales am 3. Dezember 1824 erfolgreich die Stadt Naranjito. Morales wurde zum „Siedlerkapitän“ ernannt und gleichzeitig zum Bürgermeister der Stadt im Aufbau ernannt. Der Name „Naranjito“ leitet sich von einem kleinen Orangenbaum ab, der als Orientierungspunkt für Reisende diente, die den kürzesten Weg in die Stadt Toa Alta suchten.

## Gliederung
Die Gemeinde ist in 8 Barrios aufgeteilt:
1. Achiote
2. Anones
3. Nuevo
4. Cedro Abajo
5. Cedro Arriba
6. Guadiana
7. Lomas
8. Naranjito barrio-pueblo

## Wirtschaft
Traditionell sind die wichtigsten landwirtschaftlichen Produkte von Naranjito Kaffee und der Tabak. In den letzten Jahren wurde die Produktion von Früchten wie Bananen, Orangen, Papayas und anderen tropischen Früchten gesteigert. Auch Milch und Fleisch wird produziert.

## Persönlichkeiten
- Héctor Manuel Rivera Pérez (1933–2019), Geistlicher
- Hermín Negrón Santana (1937–2012), Geistlicher